# Finolhu (Vaavu)
Pour les articles homonymes, voir Finolhu.
Finolhu (Divehi : ފިނޮޅު) est une petite île inhabitée des Maldives.

## Géographie
Finolhu est située dans le centre des Maldives, à l'Est de l'atoll Felidhu, dans la subdivision de Vaavu.